# Voronej
Voronej (în rusă Воронеж) este un oraș din Regiunea Voronej, Federația Rusă și are o populație de 1.014.600 locuitori. Voronej este centrul administrativ al Regiunii Voronej. 

## Personalități născute aici
- Boris Trubețcoi (1909 - 1998), istoric literar, cercetător;
- Evgheni Gabrilovici (1899 - 1993), scriitor, scenarist.

## Vezi și

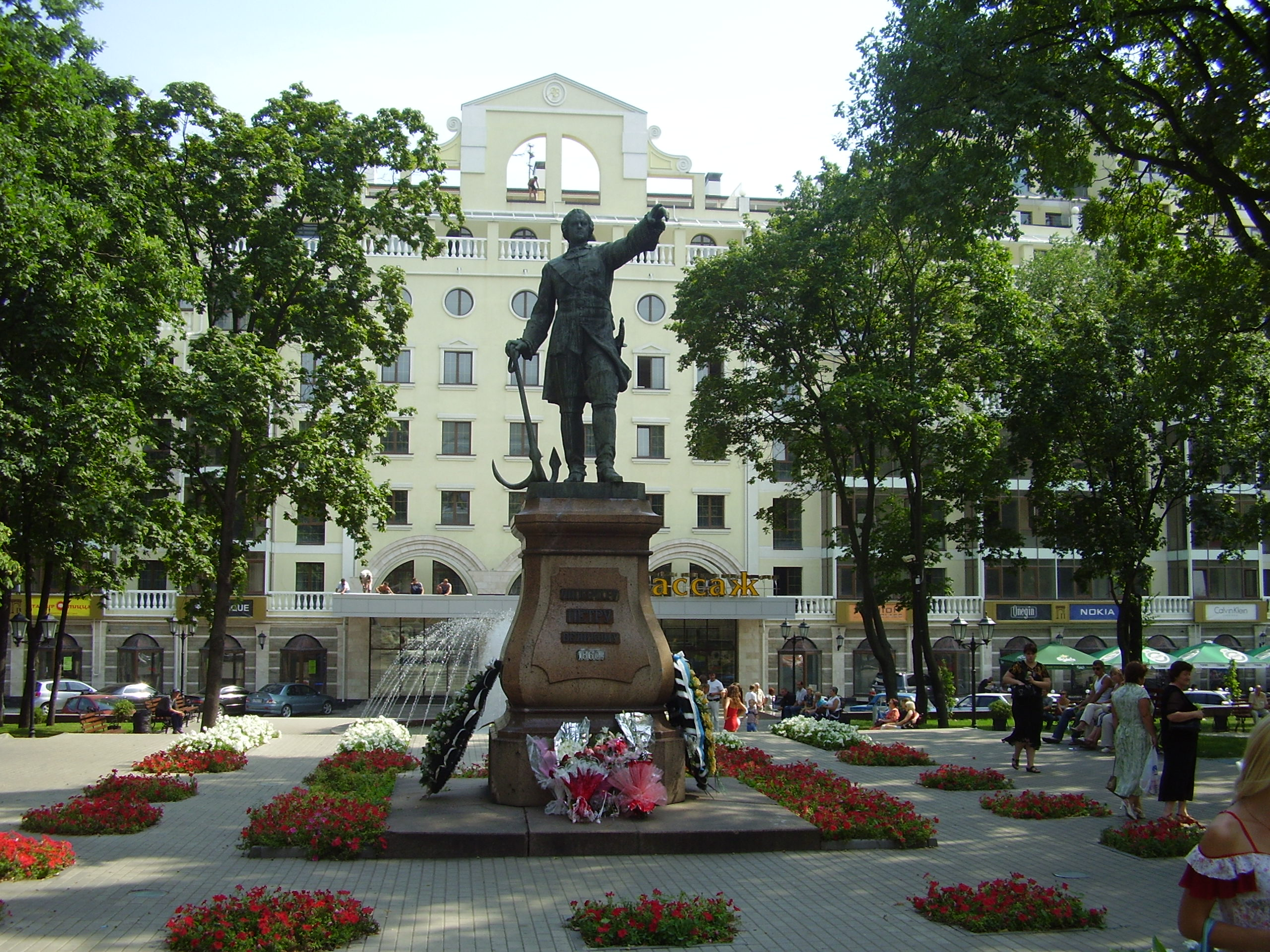
Statuia lui Petru cel Mare din Voronej